# Rutulen

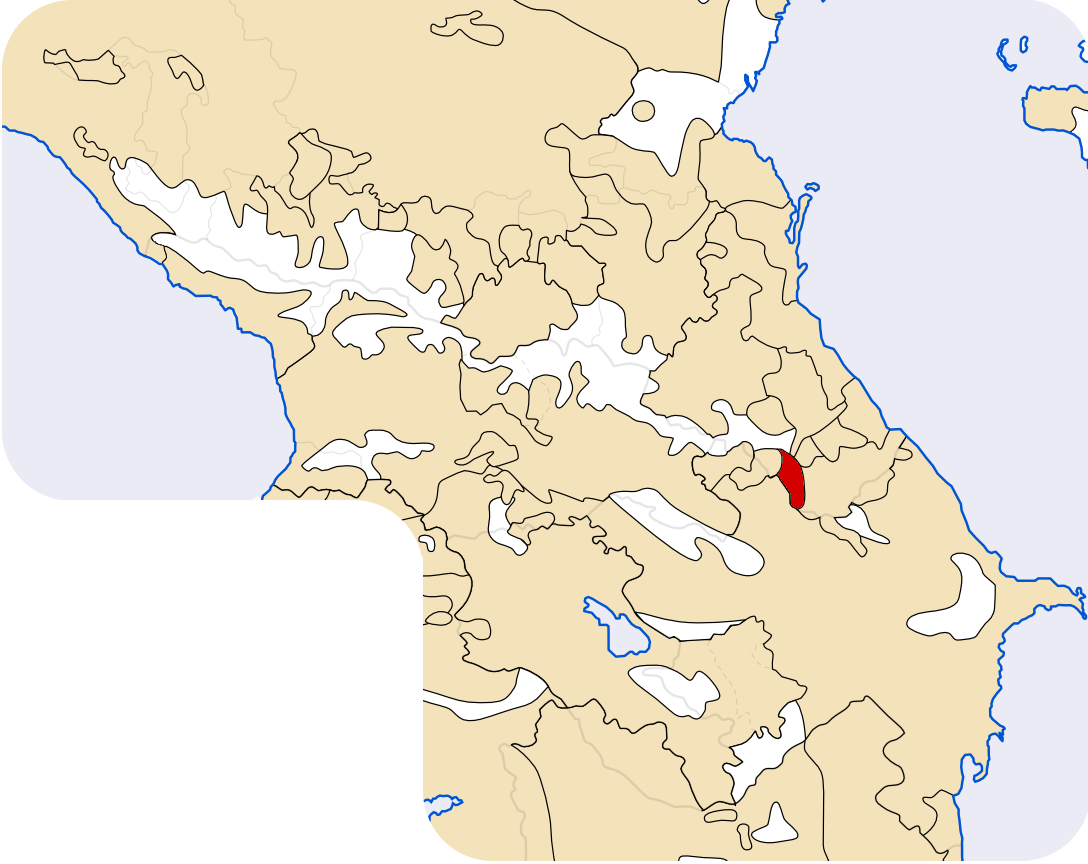
Siedlungsgebiet der Rutulen in Kaukasien

Die Rutulen (russisch Рутульцы, Selbstbezeichnung мыхабыр) sind ein den Lesgiern ethnisch verwandtes kaukasisches Volk im gebirgigen Süden der russischen Teilrepublik Dagestan.

## Beschreibung
Die Rutulen stellen die Urbevölkerung des südwestlichen Teils Dagestans dar und bewohnen dort die Landkreise (Rajons) Rutul und Babajurt. Mit dem Stand der allrussischen Volkszählung 2010 betrug die Gesamtbevölkerungszahl der Rutulen auf dem Gebiet des russischen Staates 35.240 Personen, davon 27.849 in der Teilrepublik Dagestan (unter 1 % der Bevölkerung dieser Republik). Außer in Russland leben etwa 40.000 Rutulen im nördlichen Aserbaidschan (Rayon Şəki).
Die Rutulen sprechen sowohl Russisch als auch die zur lesgischen Sprachgruppe gehörende Rutulische Sprache, die wiederum fünf lokale Dialekte hat. Die meisten Rutulen sind Muslime sunnitischer Glaubensrichtung. Noch heute leben etwa zwei Drittel der Rutulen in ländlichen Ortschaften (sogenannten Auls) und sind in der Landwirtschaft beschäftigt.
Das Volk der Rutulen bewohnte im 1. Jahrtausend n. Chr. den Kaukasus-Staat Albania, wo es im 16. Jahrhundert eine Gemeinde (magal) bildete. Archäologische Funde im Gebirge Dagestans deuten auf eine bereits spätestens im 1. Jahrtausend vollzogene Islamisierung der Rutulen. 1812 wurde ihr Siedlungsgebiet Teil des Russischen Zarenreiches. Wie viele andere Bergvölker des Kaukasus beteiligten sich auch die Rutulen in den nachfolgenden Jahrzehnten am Widerstand gegen die russische Obrigkeit.